# 松根城
松根城（まつねじょう）は、石川県金沢市と富山県小矢部市境にあった戦国時代の日本の城（山城）。「加越国境城跡群及び道」（かえつくにざかいしろあとぐんおよびみち）として切山城・小原越と共に国の史跡に指定されている。富山県側はとやま城郭カードNo.44の城郭である。

## 概要

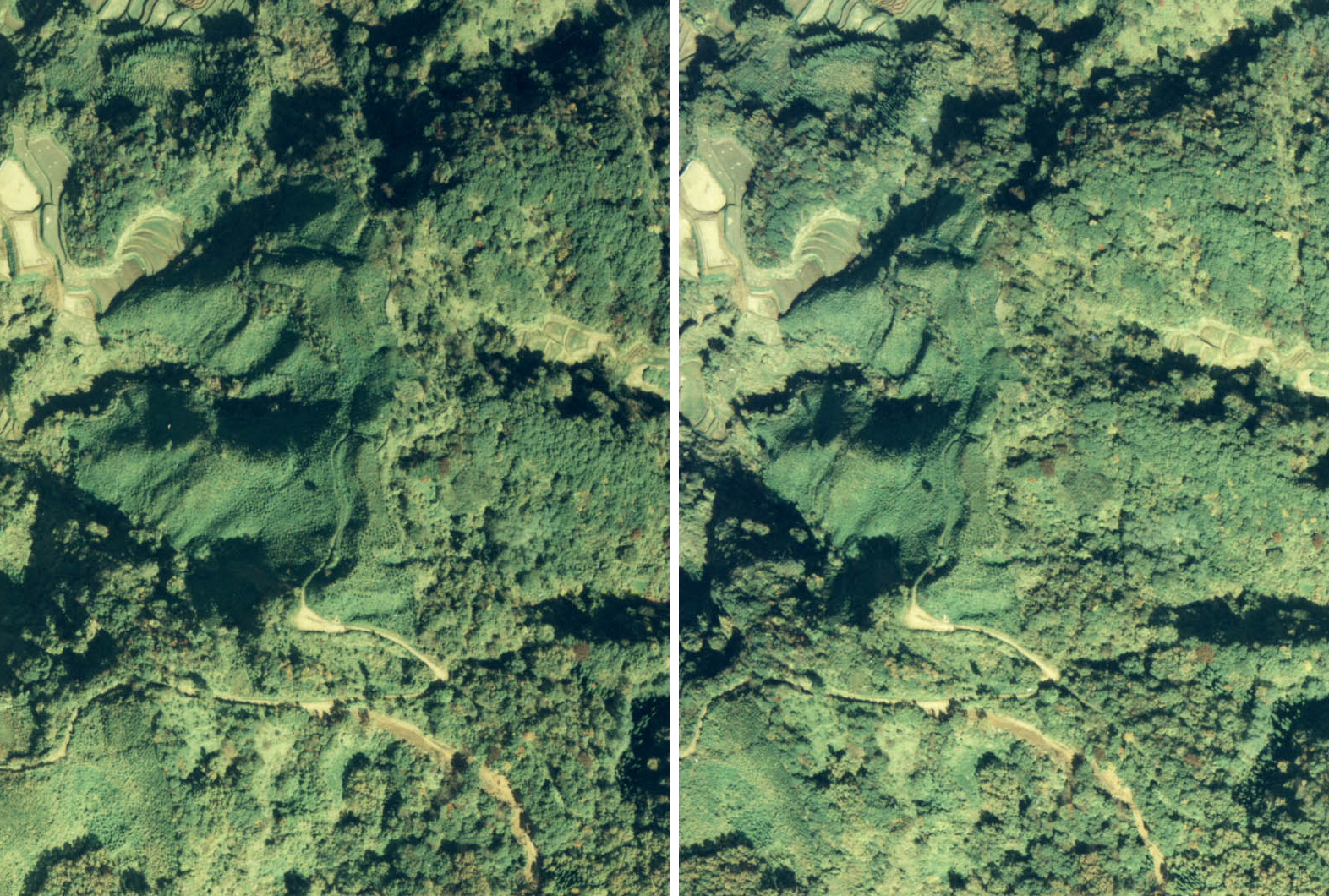
松根城付近のステレオ空中写真（1975年）。上方が北。

石川県（金沢市）と富山県（小矢部市）の県境にある松根山の尾根に沿って南北に長く築かれており、加賀と越中を結ぶ交通の要衝であった。現在は城址公園として整備され、小原越を挟んで対峙する切山城とともに、2015年（平成27年）10月7日に国の史跡となった。
本丸の部分に国土地理院の三等三角点「内山」がある。標高308メートル。

## 歴史
築城年代は不明である。寿永2年（1183年）に木曾義仲が陣を張ったと伝えられるが定かではない。
15世紀ごろ一向一揆衆の城となり、天文19年（1550年）には一向一揆衆の洲崎兵庫が城主となった。その後、織田氏が一向一揆を平定し属城となる。
天正12年（1584年）の小牧・長久手の戦いに際して、徳川家康方についた越中の佐々成政と、羽柴秀吉方についた加賀の前田利家との間で軍事的な緊張状態が発生すると、松根城と切山城が加越国境の最前線になった。松根城では、佐々軍の前線として大規模な改修が行われ、城域を通過する街道（小原越）筋を大堀切で寸断するなどの処置がとられた事が発掘調査で確認された。これは道路を戦時封鎖した状況を示す遺構として初の検出事例となった。

## アクセス
- JR西日本北陸本線金沢駅もしくはIRいしかわ鉄道線森本駅より西日本ジェイアールバス中尾線[5]に乗車　今泉バス停下車3キロメートル。
なお、西日本ジェイアールバス中尾線は、2022年4月1日から森本駅と郊外を結ぶ路線で暫定的に減便され、7月1日に区間廃止と追加減便が行われることになっている（中尾、名金、医王山の3路線が統合され終点も不動寺または深谷元湯の両バス停までとなる）[6]。